# České pohádky (Karel Jaromír Erben)
České pohádky jsou dílo Karla Jaromíra Erbena. Pohádky vycházely od roku 1844 zpravidla jednotlivě v různých časopisech nebo sbírkách (Česká včela, Zlaté klasy, Máj, Slovanská čítanka a další). Souborně poprvé vyšly až posmrtně v roce 1905 zásluhou Václava Tilleho. Některé z Erbenových pohádek znovu souhrnně vydal pod názvem České pohádky Jan Laichter v roce 1928.

## Vznik díla
Po dlouhá staletí, takřka od nepaměti, vznikaly pohádky v lidovém prostředí, většinou na vesnicích a daleko od městské vzdělanosti. Přenášely se z generace na generaci, od dědů k vnukům. Mnohé zanikly. Často měnily svůj příběh a rozšiřovaly se. Z učených lidí se o pohádky dlouho nikdo nestaral. Časem se mezi vzdělanci objevilo několik nadšených milovníků a znalců lidových pohádek a mezi nimi i mladý Karel Jaromír Erben. Zaznamenával si pohádkové příběhy. Na venkově si nechal vypravovat od pastýřů a pracujících žen na polích pohádky a písně a odměňoval je za to grošem. Vyžádal si také od svých přátel z různých končin Čech, aby mu pomáhali sbírat pohádky a písně. Chtěl ukázat, že divukrásný obraz tvořivé síly a života českého lidu poskytují právě české pohádky a písně. 
V pohádkách byl Erben ovlivněn německými romantiky bratry Grimmovými.

## Pohádky
- Zlatovláska – zfilmováno [2]
- Tři zlaté vlasy děda Vševěda
- Dlouhý, Široký a Bystrozraký

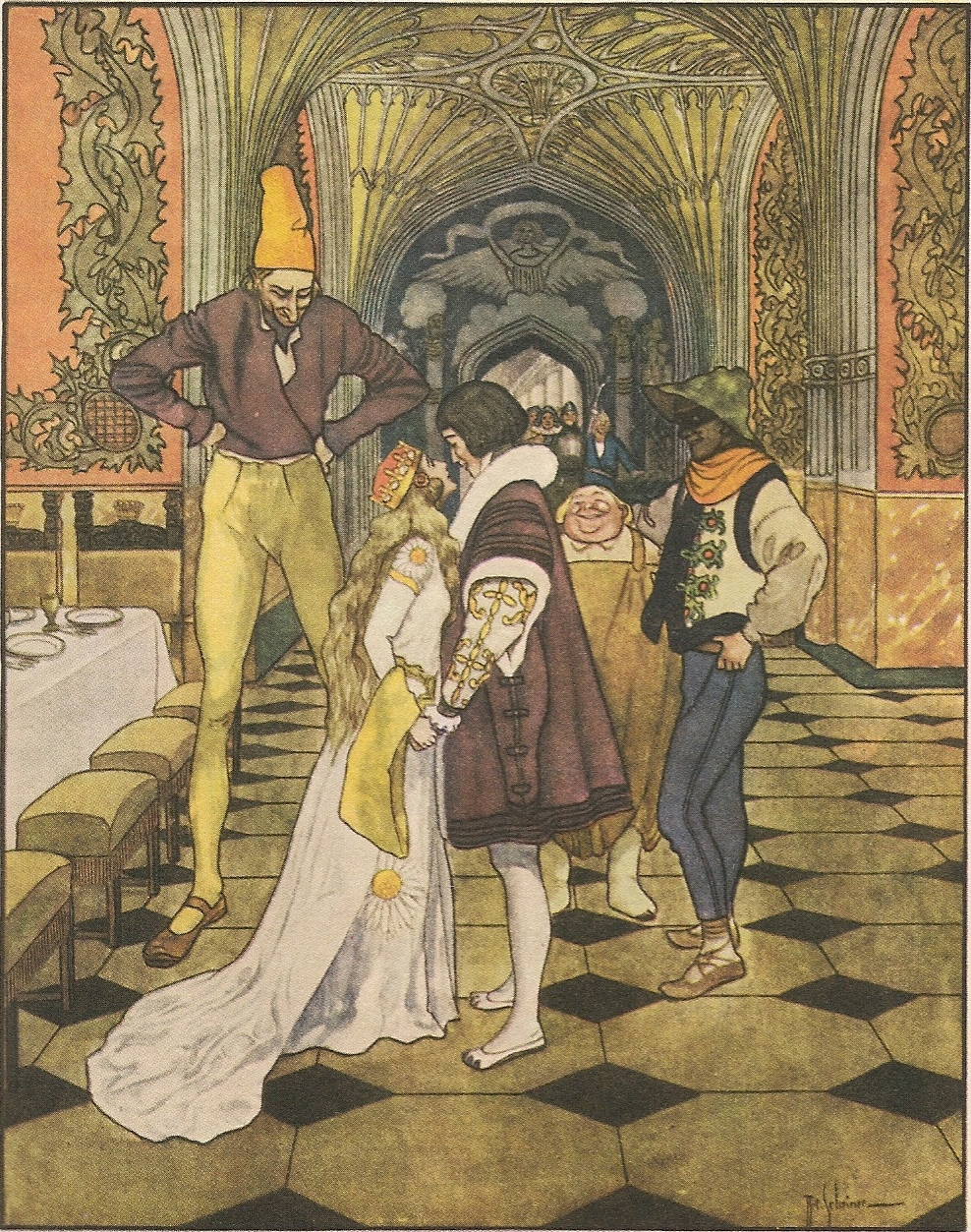
Dlouhý, Široký a Bystrozraký (Artuš Scheiner)

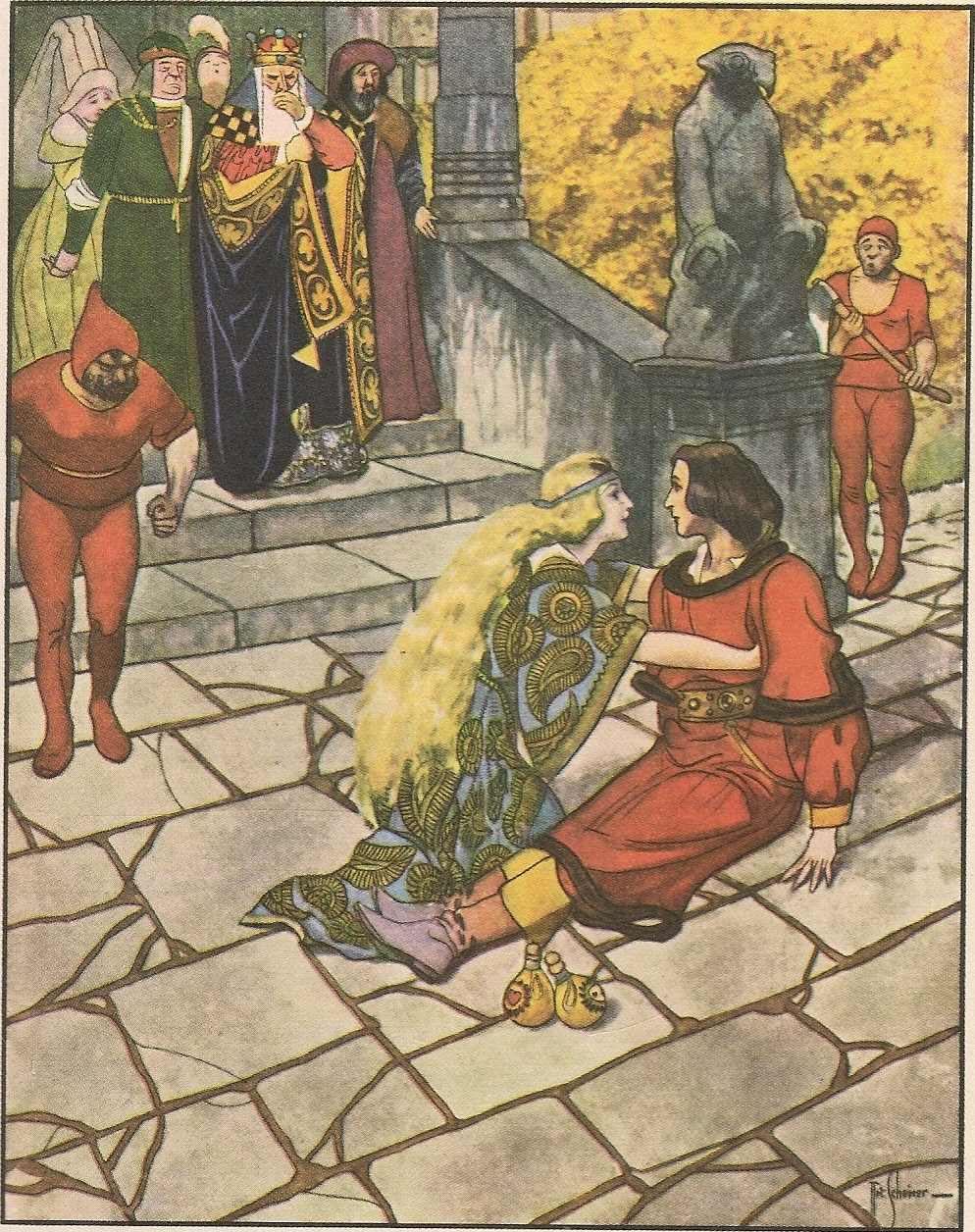
Zlatovláska (Artuš Scheiner)

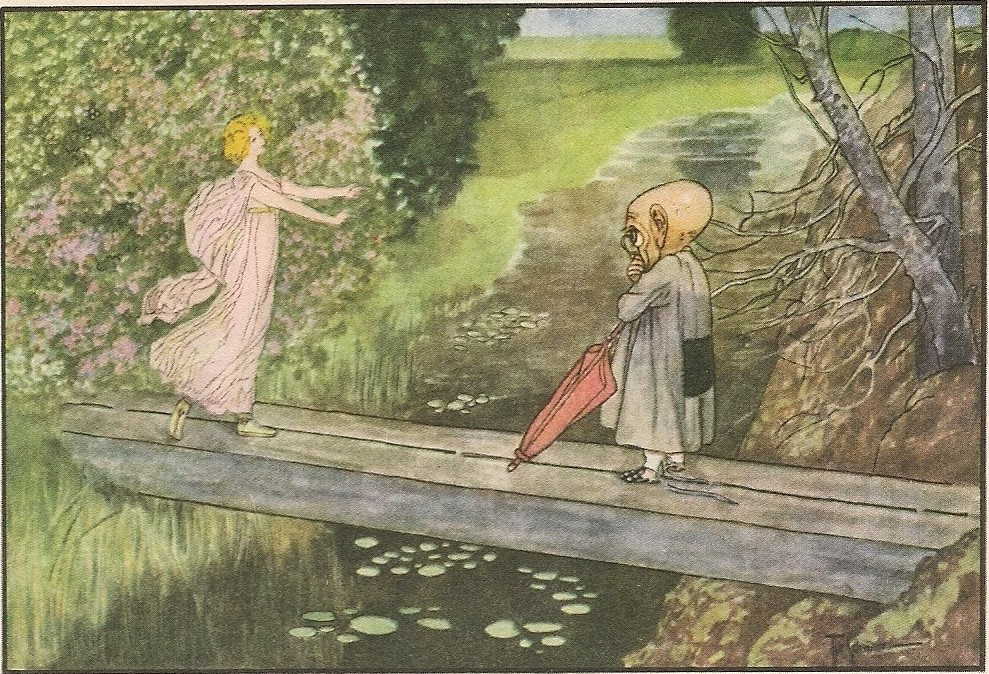
Rozum a štěstí (Artuš Scheiner)

- Dvojčata – zfilmováno jako Třetí princ
- Boháč a chudák
- Jabloňová panna - zfilmováno
- Hrnečku, vař! [3]
- Raráš a Šetek
- Pták Ohnivák a liška Ryška
- Otesánek
- Sněhurka
- Rozum a štěstí – zfilmováno jako Nesmrtelná teta
- Obuchu, hýbej se! – zfilmováno jako Obušku, z pytle ven!
- Dobře tak, že je smrt na světě
- Hádanka
- O třech přadlenách
- Živá voda
- Král tchoř
- Tak svět odplácí
- Almužna
- Vousy na loket a člověk na píď
- Drak dvanáctihlavý
- O žabce královně
- Sedm Simeonův
- Rybářův syn
- O Ivanu hlupci
- O hloupém peciválovi
- Jezinky
- O hloupém Kubovi
- Svatý Štěpán
- Pán Bůh dědoušek
- Švec a čert
- Čert a cigán
- Slepička a kohout
- Jirka s kozou